# تاريخ غيانا

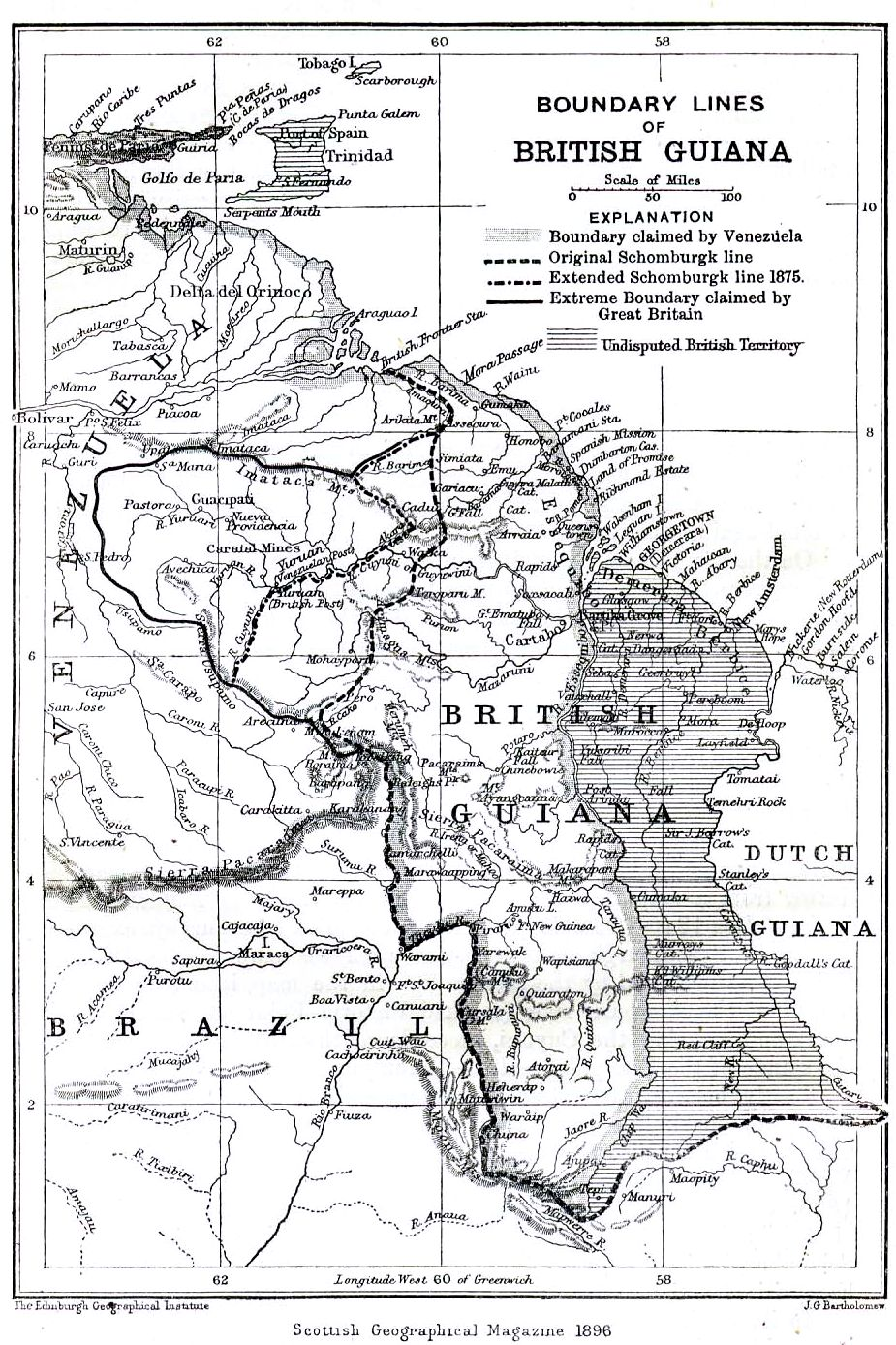

يرجع التاريخ المسجل لغيانا إلى عام 1499، عندما وصلت أولى بعثات ألونسو دي أوخيدا من إسبانيا إلى نهر إسكوبيو. تشكَّل تاريخ غيانا بواسطة مشاركة العديد من المجموعات القومية والعرقية، بالإضافة إلى السياسات الاستعمارية للإسبان والفرنسيين والهولنديين والبريطانيين. كان تمرد العبيد الأفارقة في 1763 و1823 من اللحظات المؤثرة في تاريخ البلد. استُعبد الأفارقة ونُقلوا إلى غيانا عبيدًا؛ على النقيض، جاء الهنود الشرقيون عمالة مرتبطة بعقد مؤقت. يتميز التاريخ الحديث لغيانا تحديدًا بالكفاح من أجل تحرير نفسها من الحكم الاستعماري، ومن آثار التخلف الذي تسبب فيه الاستعمار.
في 26 مايو 1966، حصلت غيانا على الاستقلال من بريطانيا.

## غيانا قبل الاستعمار وأول المخالطين
شق أول البشر الذين وصلوا إلى غيانا طريقهم من آسيا، ربما منذ 35000 عامًا. كان هؤلاء السكان الأوائل من الرُحّل الذين هاجروا جنوبًا ببطء باتجاه أمريكا الوسطى والجنوبية. في وقت رحلات كريستوفر كولومبوس، انقسم سكان غيانا إلى مجموعتين، الأراواك على طول الساحل والهنود الأمريكيون في الداخل. كانت كلمة غيانا إرثًا عن السكان الأصليين، واستخدمت عادةً لوصف المنطقة التي تضم في الوقت الحالي غيانا وسورينام (غيانا الهولندية سابقًا) وغيانا الفرنسية. الكلمة، التي تعني «أرض المياه» جديرة باعتبار تعدد الأنهار والجداول في المنطقة.
يعتقد المؤرخون أن الأراواك والهنود الأمريكيين يرجع أصلهم إلى المناطق الداخلية من أمريكا الجنوبية وأنهم هاجروا شمالًا، أولًا إلى غيانا الحالية ثم إلى جزر الكاريبي. كان الأراواك في المقام الأول مزارعين وصيادين وصيادي أسماك هاجروا إلى جزر الكاريبي قبل الهنود الأمريكيين واستوطنوا المنطقة. أفسد وصول الهنود الأمريكيين -المولعين بالقتال من الأجزاء الداخلية لأمريكا الجنوبية- الهدوء الذي ساد مجتمع الأراواك. أحدث السلوك الحربي للهنود الأمريكيين وهجرتهم العنيفة باتجاه الشمال صدمةً. بنهاية القرن الخامس عشر، أزاح الهنود الأمريكيون الأراواك في كافة أنحاء جزر الأنتيل الصغرى. أثر أيضًا استيطان الهنود الأمريكيين لجزر الأنتيل الصغرى على التطور المستقبلي لغيانا. وجد المستكشفون والمستوطنون الإسبان الذين جاءوا بعد كولومبوس أن الأراواك كانوا أسهل في الغزو من الهنود الأمريكيين، الذين قاتلوا بشراسة للحفاظ على استقلالهم. ساهمت تلك المقاومة العنيفة، بالإضافة إلى نقص الذهب في جزر الأنتيل الصغرى في التركيز الإسباني على غزو جزر الأنتيل الكبرى والبر الرئيس واستيطانهما. بُذل مجهود إسباني ضعيف في دعم السلطة الإسبانية في جزر الأنتيل الصغرى (مع الاستثناء القابل للمناقشة لترينداد) ومنطقة غيانا.

## مستعمرة غيانا

### الاستعمار المبكر
كان الهولنديون أول الأوروبيين الذين استوطنوا غيانا الحالية. حصلت هولندا على استقلالها من إسبانيا في نهاية القرن السادس عشر وبحلول بداية القرن السابع عشر ظهرت لتكون قوة اقتصادية رئيسة، وتاجرت مع المستعمرات الإنجليزية والفرنسية الناشئة في جزر الأنتيل الصغرى. في عام 1616 أسس الهولنديون أول مستوطنة أوروبية في منطقة غيانا، وهي محطة تجارية تقع على بعد خمسة وعشرين كيلومترًا من مصب نهر إسكويبو. تبعتها بقية المستوطنات، عادة على مسافة عدة كيلومترات على الأنهار الأكبر. كان الهدف الأساسي من المستوطنات الهولندية المتاجرة مع السكان الأصليين. تغير هدف الهولنديين بعد فترة قصيرة إلى امتلاك منطقة مثل بقية القوى الأوروبية التي حصلت على مستعمرات في مكان آخر في الكاريبي. على الرغم من مطالبة الإسبان بغيانا وإرسالهم دوريات متكررة إلى المنطقة، سيطر الهولنديون على المنطقة مبكرًا في بداية القرن السابع عشر. اعتُرف بالسيادة الهولندية مبكرًا بتوقيع معاهدة مونستر في 1648.
في 1621 منحت الحكومة الهولندية شركة الهند الغربية الهولندية حديثة التأسيس السيطرة الكاملة على المحطة التجارية الموجودة على نهر إسكويبو. أدار ذلك الاهتمام التجاري الهولندي المستعمرة، التي عُرفت بإسكويبو، لأكثر من 170 عامًا. أنشأت الشركة مستعمرة ثانية، على نهر بيربايس جنوب شرق إسكويبو، في 1627. على الرغم من كونها تحت السلطة العامة لتلك المجموعة الخاصة، حُكمت المستوطنة، المسماة ببيربايس، بشكل منفصل. استُوطنت ديميرارا، الواقعة بين إسكويبو وبيربايس في 1741 ونهضت في 1773 كمتسعمرة منفصلة تحت الإدارة المباشرة لشركة الهند الغربية الهولندية.
على الرغم من تشجع المستعمرين الهولنديين في بداية الأمر بإمكانية التجارة في الكاريبي، أصبحت ممتلكاتهم مصدرًا أساسيًا لإنتاج المحاصيل. ظهرت الأهمية المتزايدة للزراعة من خلال تصدير 15,000 كيلوجرامًا من التبع من إسكويبو في 1623. ولكن مع زيادة الإنتاجية الزراعية للمستعمرات الهولندية، ظهر نقص العمالة. لم يكن السكان الأصليون متأقلمين على العمل في المزارع، ومات العديد من الناس بسبب الأمراض التي جلبها الأوروبيون. اتجهت شركة الهند الغربية الهولندية نحو استجلاب الأفارقة المستعبدين، الذين أصبحوا سريعًا العنصر الأساسي في الاقتصاد الاستعماري. بحلول ستينيات القرن السابع عشر، بلغ عدد السكان المستعبدين قرابة 2500؛ قُدر عدد السكان الأصليين بنحو 50,000، تراجع غالبيتهم باتجاه الأراضي الداخلية الشاسعة. على الرغم من اعتبار الأفارقة المستعبدين عنصرًا أساسيًا في الاقتصاد الاستعماري، كانت ظروف عملهم قاسية. كان معدل الوفيات مرتفعًا، وأدت الظروف القاسية إلى أكثر من 6 تمردات قادها الأفارقة المستعبدون.
بدأت أشهر انتفاضة للأفارقة المستعبدين، انتفاضة عبيد بيربايس، في فبراير من عام 1763. في مزرعتين على نهر كانجي في بيربايس، تمرد الأفارقة المستعبدون مسيطرين على المنطقة. ومع سقوط المزرعة تلو الأخرى في أيدي الأفارقة المستعبدين، هرب السكان الأوروبيون؛ في النهاية بقي فقط نصف البيض الذين عاشوا في المستعمرة. بقيادة كوفي (البطل القومي لغيانا حاليًا) وصل عدد الأفارقة المستعبدين الهاربين إلى ما يقارب 3,000 وهددوا السيطرة الأوروبية على منطقة غيانا. هُزم المتمردون بمساعدة القوات التي جاءت من المستعمرات الأوروبية القريبة مثل القوات التي جاءت من  المستعمرات البريطانية والفرنسية وسينت أوستاتيوس وعبر البحار من الجمهورية الهولندية. يُحيي تمثال 1764 في ميدان الثورة في جورج تاون بغيانا ذكرى الانتفاضة.